# جو پرینسیپی
جو پرینسیپی (به انگلیسی: Joe Principe) نوازنده بیس و مؤسس گروه پانک راک رایز اگنست است. حرفهٔ موسیقی او با گروه پانک راک "۸۸ فینگرز لویی" شروع شد. نهایتاً بعد از شش سال، به همراه تیم مک ایلریف گروه رایز اگنست را تشکیل داد و تاکنون در تمامی آلبوم‌های این گروه حضور داشته است.